# Orgue de la Porciúncula
L'Orgue de la Porciúncula és l'orgue de l'Església de Nostra Senyora dels Àngels de la Porciúncula, una església d'estil modern la qual fou projectada i construïda pel famós arquitecte mallorquí Josep Ferragut Pou entre els anys 1964 i 1968, situada a les Meravelles (Avinguda de Fra Llabrés, 1).
Es tracta d'un orgue de tubs construït per l'orguener Gabriel Blancafort i inaugurat per l'organista Arnau Reynés, la qual cosa implica que abans d'aquest any 1984, hi havia un orgue electrònic, ja que precisament els anys en què fou construïda la nova església hi havia la moda dels orgues electrònics, que havien anat imposant-se en molts d'indrets de Mallorca.

## Història
Josep Ferragut fou un arquitecte que va dissenyar els plànols de l'orgue. En aquests constava que l'orgue havia de ser de transmissió elèctrica amb els tubs sobre les dues portes de la sagristia i amb un segon teclat recitatiu-expressiu romàntic. L'organista Gabriel Blancafort no estava del tot d'acord amb aquest orgue i el desembre del 1966 proposa una Cadireta de transmissió mecànica per seguir amb la tradició del país.
L'església es va inaugurar el 4 d'octubre de 1968, amb un succedani electrònic que al cap de poc va quedar inservible. Així que a finals dels 1980 (per iniciativa d'Antoni Mulet) la comunitat va decidir construir un orgue i es varen posar en contacte amb Gerhard Grenzing, que va rebutjar l'oferta i Gabriel Blancafort va presentar el seu projecte (1982) d'un orgue mecànic amb 9 jocs a l'Orgue Major, 7 al Positiu i 5 al Pedaler, 4 d'ells per transmissió.
El 24 de juny del 1982 es va firmar el contracte definitiu entre Blancafort i el que era el superior de la Porciúncula (P. Jordi Perelló) i a la fi l'orgue va constar de 8 jocs a l'Orgue Major, 6 al positiu i 5 al Pedaler.
L'orguener es va comprometre a entregar el projecte definitiu en un termini de 6 mesos però a més Antoni Mulet proposa la construcció d'un salmer de Pedal separat de l'orgue major col·locat darrere l'orgue. Aquesta fou la darrera modificació del contracte.
L'any 1984 es va construir l'orgue al taller Collbató i fou instal·lat a la Porciúncula al mateix any dia 16 d'octubre.
Es va fer un concert amb l'organista Arnau Reynés el 12 d'abril l'any següent amb motiu per inaugurar l'orgue. 

## Estat actual i situació
L'orgue està en bon estat actualment i està situat a l'esquerra del Presbiteri a nivell de terra i substitueix una de les portes de la sagristia.

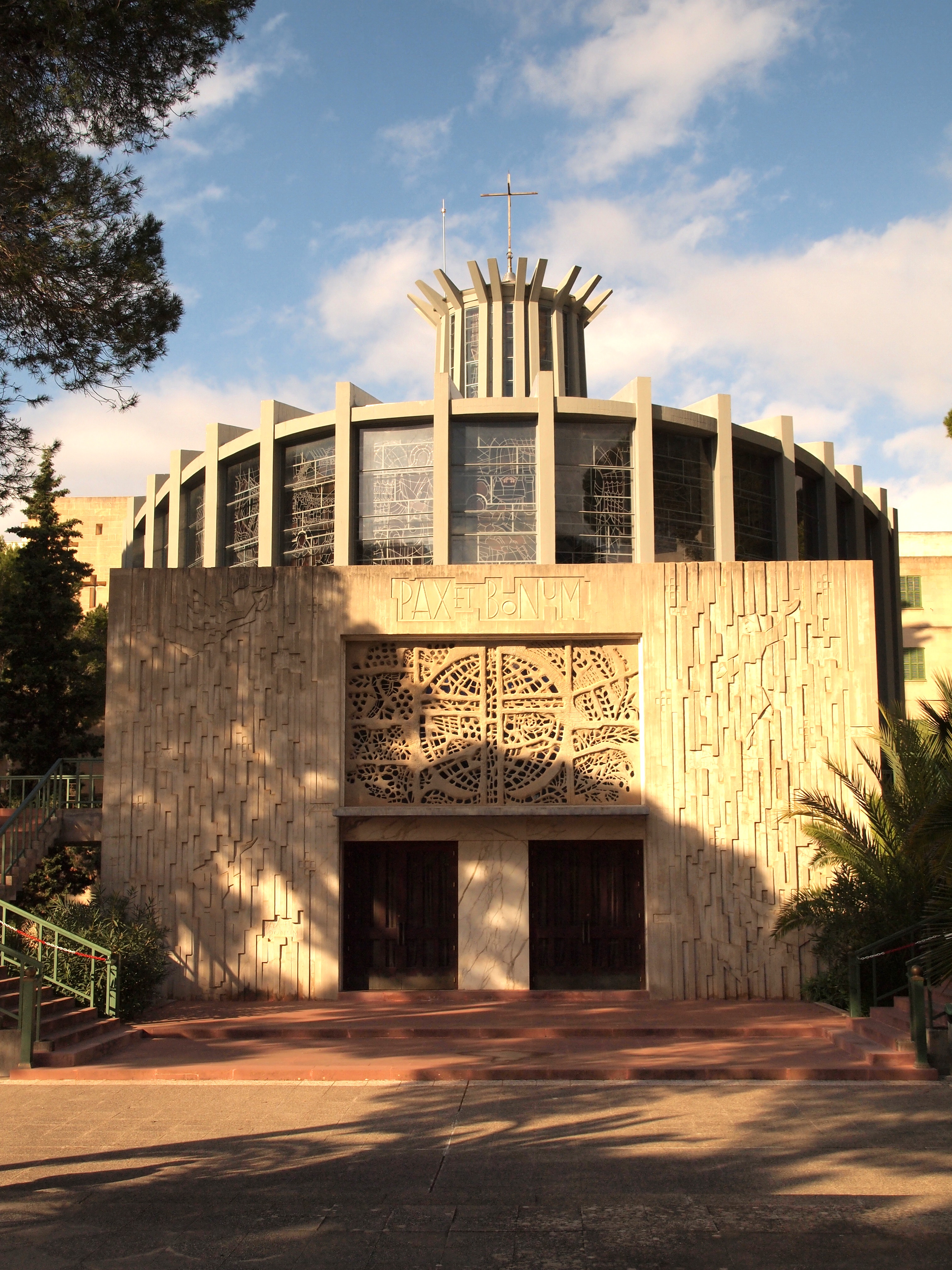
Església de la Porciúncula

### Orgue major
L'orguener ha seguit l'ordre antic en forma de Maria que consisteix en col·locar els baixos diatònicament.
L'afinació de l'orgue és de LA= 440 a 20 graus i la seva pressió és de 50 mm.
Segueix l'ordre diatònic en forma de Maria.
- El primer joc són els Baixons 4’- Clatins 8-, que va col·locat a la testa.
- El segon joc és la Tolosana de tres rengles (2 2/3’ + 2’ + 1 3/5’)
- El tercer joc és el Flautat 8’ que té els 25 primers tubs posats a la façana
- El quart joc és l'Octava 4’ que té els 2 primers tubs posats a la façana.
- El cinquè joc és l'Espigueta 8’. Els tubs de la primera octava són de fusta tapats i la resta són de metall.
- El sisè són els Flaviolets 2’. Té els tubs cònics.
- El setè joc són els Plens que entren amb 1 1/3 + 1’ + 2/3.
- El vuitè joc és la Trompeta Reial 8’. Els primers tubs tenen ressonador de coure i la resta d'estany.

### Cadireta
Segueix l'ordre diatònic a la primera octava i cromàtic a la resta. La seva pressió és de 45mm.
- El primer joc té 19 tubs posats a la façana (començant per la cara Quinzena 2’).
- El segon joc és el Cimbalet de 2 rengles (2/3’ + ½’).
- El tercer joc és el Tapadet. Els seus tubs són de metall amb xemeneia.
- El quart joc és el Nazard 17a. 1 3/5’ amb tubs cònics.
- El cinquè joc és el Bordó 8’ amb tub de fusta. Els 8 primers van posats a la façana.
- El sisè joc són les Regalies 8’ amb tubs de metall.

### Pedaler
Consisteix en 2 secrets diatònics col·locats a davall l'Orgue Major. La seva pressió és de 65 mm.
- El primer joc (començant per l'exterior), és el Subbaix 16’, amb tubs de fusta tapats.
- El segon joc és el Baix 8’ per extensió de l'anterior, afegint només 12 tubs.
- El tercer joc és la Trompeta de Pedal.
- El quart joc són les Contres 8’ amb tubs de metall oberts. Els 8 primers tubs es divideixen en 4 darrere de cada costat de l'instrument.
- El cinquè joc és el Coralbaix 4’ per extensió a l'anterior, afegint només 12 tubs.
- El darrer joc és la Fornitura de 3 rengles (2 2/3 + 2’ + 1 1/3’).[2]